# Škoda Roomster
Škoda Roomster (type 5J) er en lille MPV fra den tjekkiske bilfabrikant Škoda Auto, som kom på markedet i september 2006. I april 2010 fulgte samtidig med Škoda Fabia et facelift.

## Modelhistorie
Navnet Roomster er et af de engelske begreber Room og Roadster sammensat kunstord, som skal forene en MPVs praktiske egenskaber med en roadsters sportslige køreegenskaber. Prototypen blev præsenteret med skydedøre bagi, som dog ikke fandt vej til den serieproducerede model.
Roomster er baseret på karrosseri- og teknikkomponenter fra Octavia og Fabia. Ved foregående nyudviklinger havde Škodas koncernledelse i Tyskland undgået blanding af platforme. Modellen bygges i Tjekkiet i Mladá Boleslav og Kvasiny.
Designet blev præmieret med red dot award.
Konkurrenterne er leisure activity vehicles, som i den bageste del for det meste har skydedøre, og små MPV'er, som normalt er mindre dimensioneret end Roomster, da Roomster befinder sig i klassen mellem leisure activity vehicles og små MPV'er. Škodas marketingafdeling adskiller Roomsters kabine i det forreste "Driving Room" og det bageste "Living Room".
Siden april 2007 sælger Škoda en varebilsudgave af Roomster under navnet Škoda Praktik. Praktik er udefra identisk med personbilsudgaven; de bageste sideruder er dog erstattet af lakerede blænder, og der er ingen sæder i den bageste del af kabinen. Lastrummet er adskilt fra førerkabinen med en delevæg, og er udstyret med fastgørelsesøskner til last. Yderligere tilpasninger er en ændret afstemning af undervognen og et let øget lasteevne. Praktik er derudover også billigere end personbilsudgaven.
Škoda Praktik er efterfølgeren for varebilsudgaven af Škoda Fabia.
I Østrig sælges udover Škoda (Roomster) Praktik også en Octavia Praktik. Modifikationerne (ruder og sæder) er de samme som på Roomster.
- Bagfra
- Škoda Roomster Scout
(2007–2010)
- Škoda Praktik
(2007–2010)

### Facelift
I foråret 2010 gennemgik Roomster et facelift og en teknisk aktualisering. Dermed blev den komplette forvogn inklusiv frontpartiet forandret såvel som interiøret og instrumentbrættet. Programmet blev udvidet med fire nye motorer: En 1,2 TSI med 86 og 105 hk og en 1,6 TDI med 90 og 105 hk. Modellen findes også i en GreenLine-version, som er en brændstofbesparende version med 1,2-liters TDI-motor med 75 hk og et brændstofforbrug på 4,2 liter pr. 100 km.
- Škoda Roomster
(2010−)
- Bagfra
- Ekstraudstyr ligesom på Fabia: Roomster med hvidt tag

## Sikkerhed
Roomster blev i 2006 kollisionstestet af Euro NCAP med et resultat på fem stjerner ud af fem mulige.

## Tekniske specifikationer
| Model              | Cylindre | Ventiler | Slagvolume cm³ | Max. effekt kW (hk) / omdr. | Max. drejningsmoment Nm / omdr. | Motorkode  | 0-100 km/t sek. | Topfart km/t | Byggeår     |
| ------------------ | -------- | -------- | -------------- | --------------------------- | ------------------------------- | ---------- | --------------- | ------------ | ----------- |
| Benzinmotorer      |          |          |                |                             |                                 |            |                 |              |             |
| 1.2 HTP            | 3        | 12       | 1198           | 47 (64) / 5400              | 112 / 3000                      | BME        | 16,9            | 155          | 2006 − 2007 |
| 1.2 HTP            | 3        | 12       | 1198           | 51 (69) / 5400              | 112 / 3000                      | BZG / CGPA | 15,9            | 159          | 2007 −      |
| 1.2 TSI            | 4        | 8        | 1197           | 63 (86) / 4800              | 160 / 1500 − 3500               | CBZA       | 12,6            | 172          | 2010 −      |
| 1.2 TSI            | 4        | 8        | 1197           | 77 (105) / 5000             | 175 / 1550 − 4100               | CBZB       | 10,91           | 184          | 2010 −      |
| 1.4 16V            | 4        | 16       | 1390           | 63 (86) / 5000              | 132 / 3800                      | BXW / CGGB | 13,0            | 171          | 2006 −      |
| 1.6 16V            | 4        | 16       | 1598           | 77 (105) / 5600             | 153 / 3800                      | BTS        | 10,92           | 1842         | 2006 − 2010 |
| Dieselmotorer      |          |          |                |                             |                                 |            |                 |              |             |
| 1.2 TDI DPF (CR)   | 3        | 12       | 1199           | 55 (75) / 4200              | 180 / 2000                      | CFWA       | 15,5            | 162          | 2010 −      |
| 1.4 TDI (PD)       | 3        | 6        | 1422           | 51 (69) / 4000              | 155 / 1600 − 2800               | BNM        | 16,5            | 158          | 2006 − 2010 |
| 1.4 TDI (DPF) (PD) | 3        | 6        | 1422           | 59 (80) / 4000              | 195 / 2200                      | BNV / BMS  | 14,7            | 165          | 2006 − 2010 |
| 1.6 TDI DPF (CR)3  | 4        | 16       | 1598           | 66 (90) / 4200              | 230 / 1500 − 2500               | CAYB       | 13,3            | 171          | 2010 −      |
| 1.6 TDI DPF (CR)   | 4        | 16       | 1598           | 77 (105) / 4400             | 250 / 1500 − 2500               | CAYC       | 11,5            | 181          | 2010 −      |
| 1.9 TDI (PD)3      | 4        | 8        | 1896           | 74 (100) / 4000             | 240 / 1800 − 2400               | AXR        |                 |              | 2006        |
| 1.9 TDI (PD)       | 4        | 8        | 1896           | 77 (105) / 4000             | 240 / 1800                      | BSW        | 11,5            | 182          | 2006 − 2010 |
| 1.9 TDI DPF (PD)   | 4        | 8        | 1896           | 77 (105) / 4000             | 240 / 1900                      | BLS        | 11,5            | 182          | 2006 − 2010 |

1 1.2 TSI DSG: 0-100 km/t 11,0 sek.

2 1.6 aut.: 0-100 km/t 12,5 sek., topfart 179 km/t

3 Denne motor findes ikke på det danske modelprogram